# 리저널 익스프레스 항공
리저널 익스프레스 항공(영어: Regional Express Airlines)은 오스트레일리아의 지역 항공사로 뉴사우스웨일스주 마스코트에 본부를 두고 있으며, 2002년에 오스트레일리아 와이드 항공(영어:  Australiawide Airlines)으로 설립되었다. 2005년에 에어링크가 인수를 했으며 이후 2007년에 브리즈번과 메리버러에 취항했다.

## 보유 기종
- 2013년 7월 기준으로 리저널 익스프레스 항공은 다음과 같은 기종을 보유하고 있다.[7]

## 같이 보기
- 오스트레일리아의 항공사 목록

## 사진

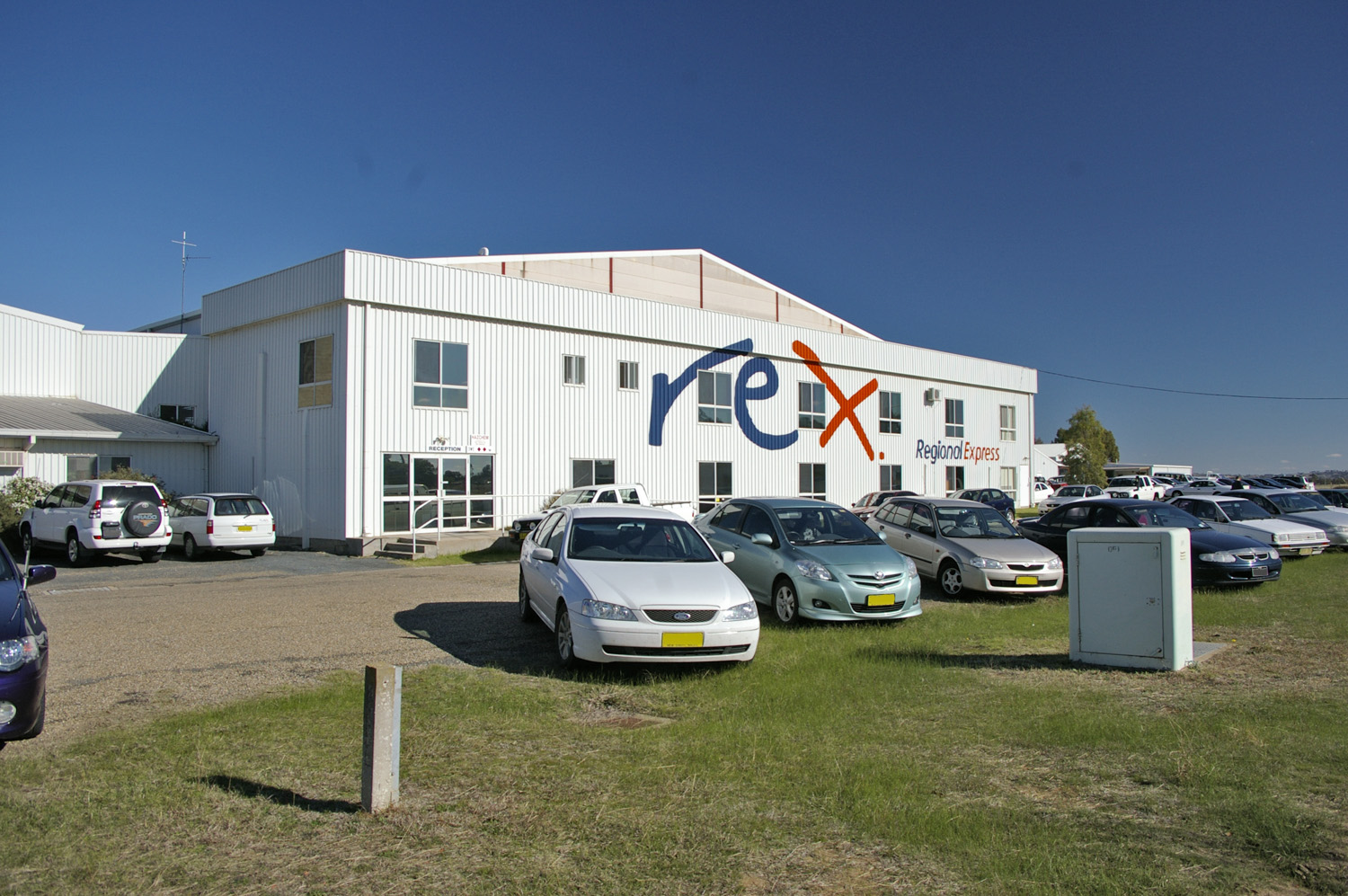
리저널 익스프레스 항공의 시설
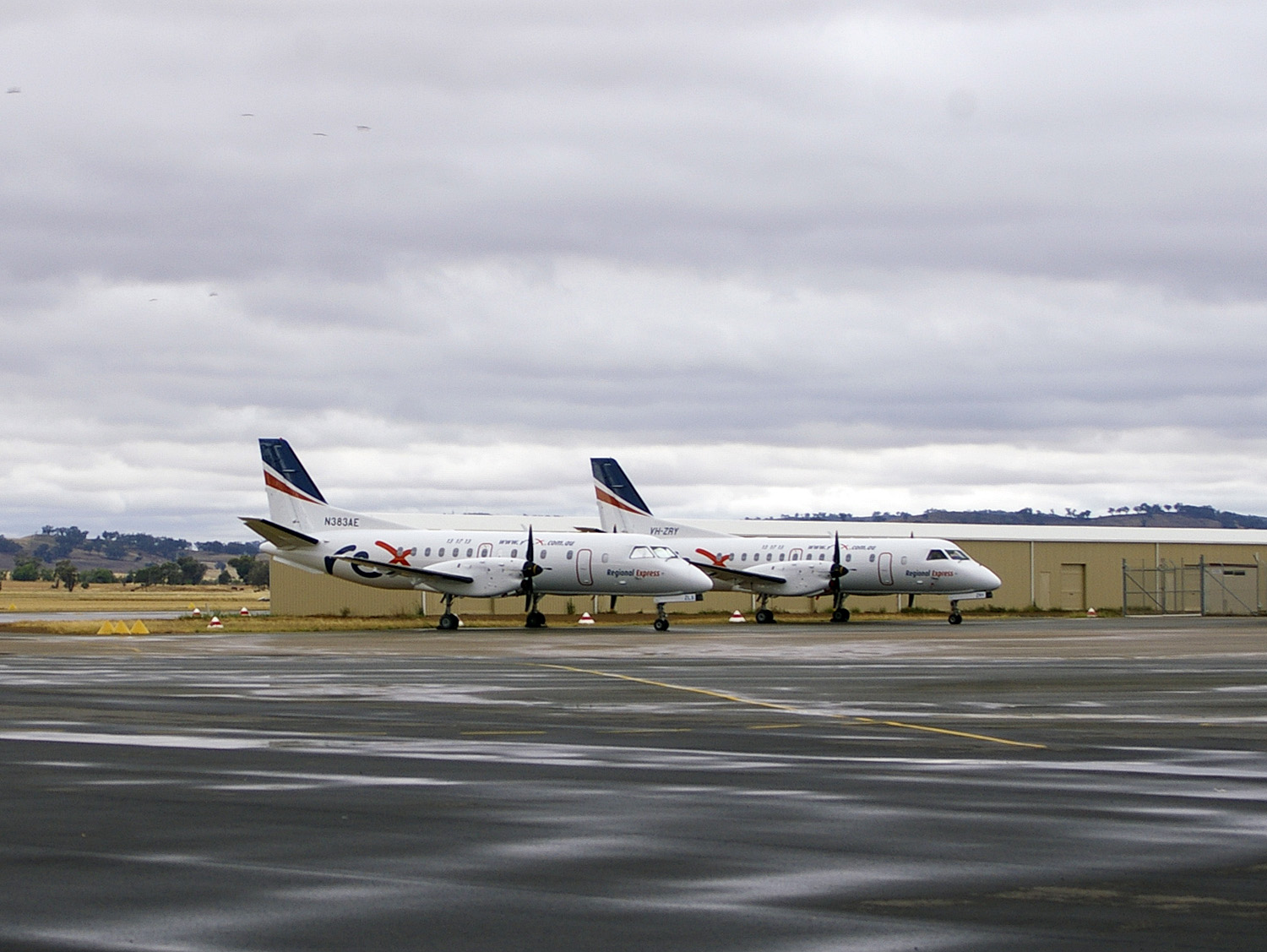
리저널 익스프레스 항공의 샤브 340B
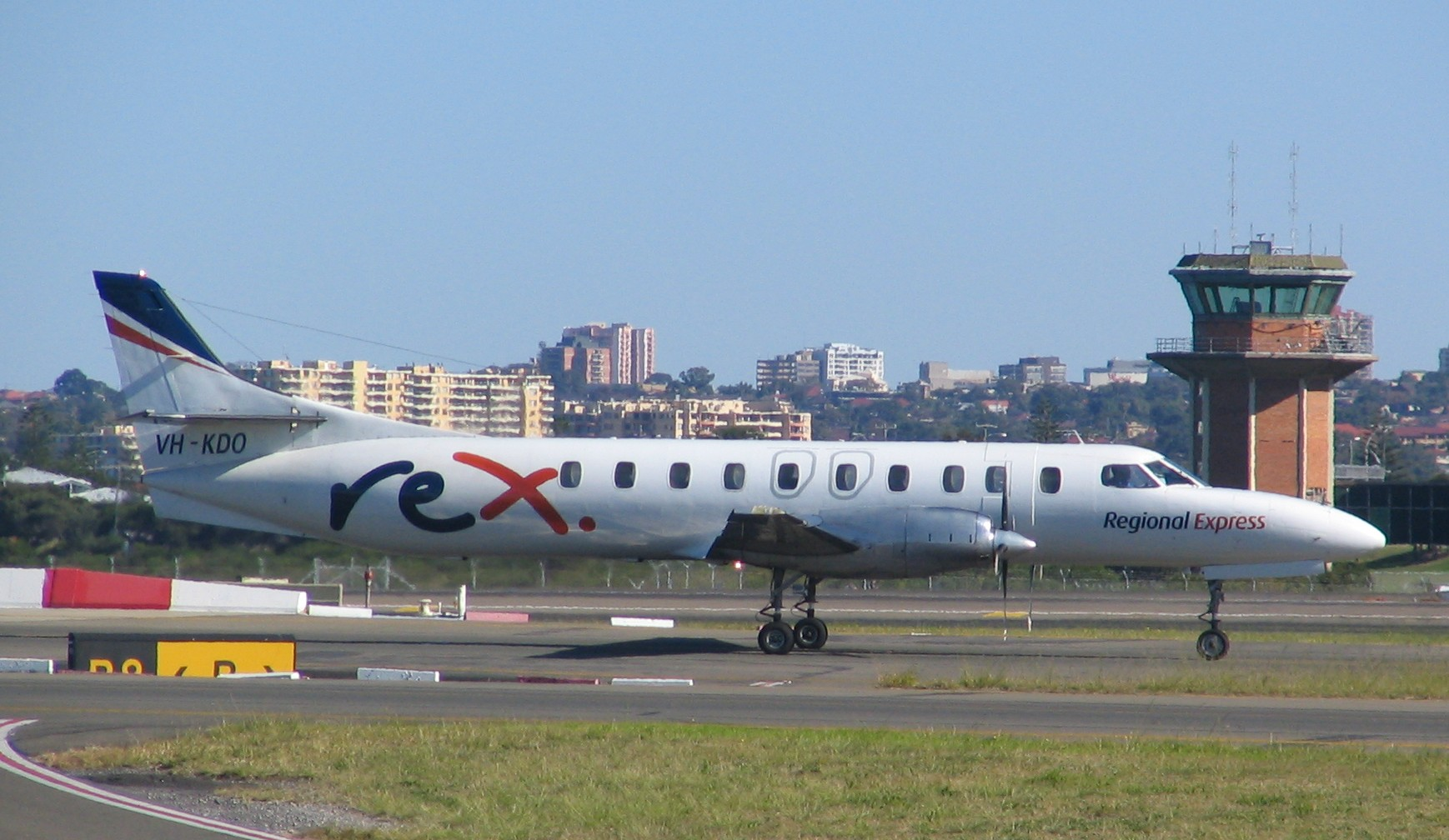
리저널 익스프레스 항공의 페어차일드 SA227-DC 메트로 23